# Séricourt
Ne doit pas être confondu avec Serocourt.
Séricourt est une commune française située dans le département du Pas-de-Calais en région Hauts-de-France.
La commune fait partie de la communauté de communes du Ternois qui regroupe 103 communes et compte 37 469 habitants en 2021.

## Géographie

### Localisation
Localisée dans le sud du département du Pas-de-Calais, Séricourt est une commune située, à vol d'oiseau, à 2 km au nord-est de la commune de Frévent, dont elle est limitrophe, à 9 km au sud de la commune de Saint-Pol-sur-Ternoise (aire d'attraction) et à 32 km à l'ouest de la commune d’Arras (chef-lieu d'arrondissement et préfecture du Pas-de-Calais).
Le territoire de la commune est limitrophe de ceux de cinq communes.
Les communes limitrophes sont Sibiville, Frévent, Bouret-sur-Canche, Nuncq-Hautecôte et Rebreuve-sur-Canche.

### Hydrographie
Le territoire de la commune, situé dans le bassin Artois-Picardie, est traversé, par le ruisseau des Ayres, cours d'eau d'une longueur de 5,47 km, qui prend sa source dans la commune de Sibiville et se jette dans la Canche au niveau de la commune de Frévent.

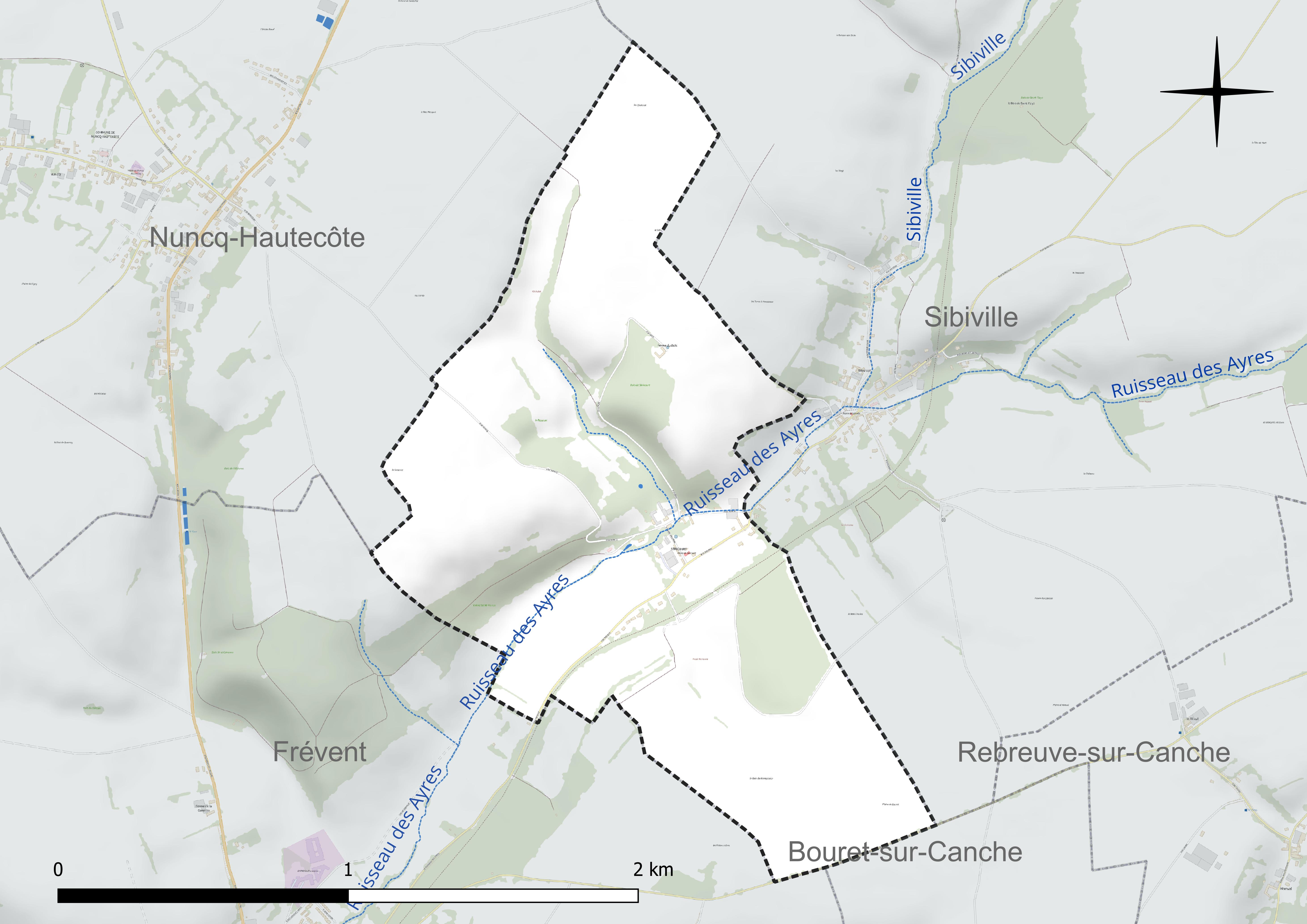
Réseau hydrographique de Séricourt.

### Paysages
Pour un article plus général, voir Paysage en France.
La commune s'inscrit dans les « paysages du Ternois » tels qu’ils sont définis dans l’atlas de paysages de la région Nord-Pas-de-Calais, conçu par la direction régionale de l'Environnement, de l'Aménagement et du Logement (DREAL),.
Ces paysages, qui concernent 138 communes avec trois pôles d’attraction que sont Hesdin à l'ouest, Saint-Pol-sur-Ternoise à l’est et, dans une moindre mesure, Frévent en lisière sud, sont délimités par deux cours d’eau : la Canche au Sud et la Ternoise au Nord. Ces paysages sont composés de plateaux, de vallées et de bocages. Les plateaux du Ternois montrent une structure tabulaire assez plane et une altitude assez régulière avec des points culminants entre 150 et 160 m.
Le territoire d’une vingtaine de kilomètres du Nord au Sud et d’Est en Ouest, est traversé par la D 939 reliant Saint-Pol-sur-Ternoise à Hesdin, par la D 912 entre Saint-Pol-sur-Ternoise et Frévent et par la ligne ferroviaire de Saint-Pol-sur-Ternoise à Étaples dans la vallée de la Canche. La position excentrée, en l’absence de grands axes autoroutiers ou ferrés structurants, a permis au Ternois de conserver un caractère rural et une certaine qualité de paysage.
Au niveau de l’occupation des sols, les surfaces cultivées sont omniprésentes sur les plateaux, avec majoritairement la culture de la betterave et de la pomme de terre, et représentent près de 72 % de la surface totale de ces paysages du Ternois, les espaces artificialisés, cantonnés dans les fonds de vallée, représentent 13 % et les surfaces boisées, présentes dans les deux principales vallées de la Ternoise et de la Canche, ne représentent que 6 %.

### Climat
Pour des articles plus généraux, voir Climat des Hauts-de-France et Climat du Pas-de-Calais.
En 2010, le climat de la commune est de type climat des marges montargnardes, selon une étude du CNRS s'appuyant sur une série de données couvrant la période 1971-2000. En 2020, Météo-France publie une typologie des climats de la France métropolitaine dans laquelle la commune est exposée à un climat océanique et est dans la région climatique Côtes de la Manche orientale, caractérisée par un faible ensoleillement (1 550 h/an) ; forte humidité de l’air (plus de 20 h/jour avec humidité relative > 80 % en hiver), vents forts fréquents.
Pour la période 1971-2000, la température annuelle moyenne est de 10,1 °C, avec une amplitude thermique annuelle de 13,6 °C. Le cumul annuel moyen de précipitations est de 853 mm, avec 13,1 jours de précipitations en janvier et 9 jours en juillet. Pour la période 1991-2020, la température moyenne annuelle observée sur la station météorologique la plus proche, située sur la commune de Humières à 13 km à vol d'oiseau, est de 10,9 °C et le cumul annuel moyen de précipitations est de 856,9 mm,. Pour l'avenir, les paramètres climatiques de la commune estimés pour 2050 selon différents scénarios d'émission de gaz à effet de serre sont consultables sur un site dédié publié par Météo-France en novembre 2022.

### Milieux naturels et biodiversité

#### Zone naturelle d'intérêt écologique, faunistique et floristique
L’inventaire des zones naturelles d'intérêt écologique, faunistique et floristique (ZNIEFF) a pour objectif de réaliser une couverture des zones les plus intéressantes sur le plan écologique, essentiellement dans la perspective d’améliorer la connaissance du patrimoine naturel national et de fournir aux différents décideurs un outil d’aide à la prise en compte de l’environnement dans l’aménagement du territoire.
Le territoire communal comprend une ZNIEFF de type 2 : la haute vallée de la Canche et ses versants en amont de Sainte-Austreberthe qui se situe dans le pays du Ternois. Il offre un relief de coteau abrupt au Nord et des pentes douces au Sud. Le fond de vallée est constitué de pâturages et de zones de cultures. Les versants les plus pentus et inaccessibles accueillent des boisements.

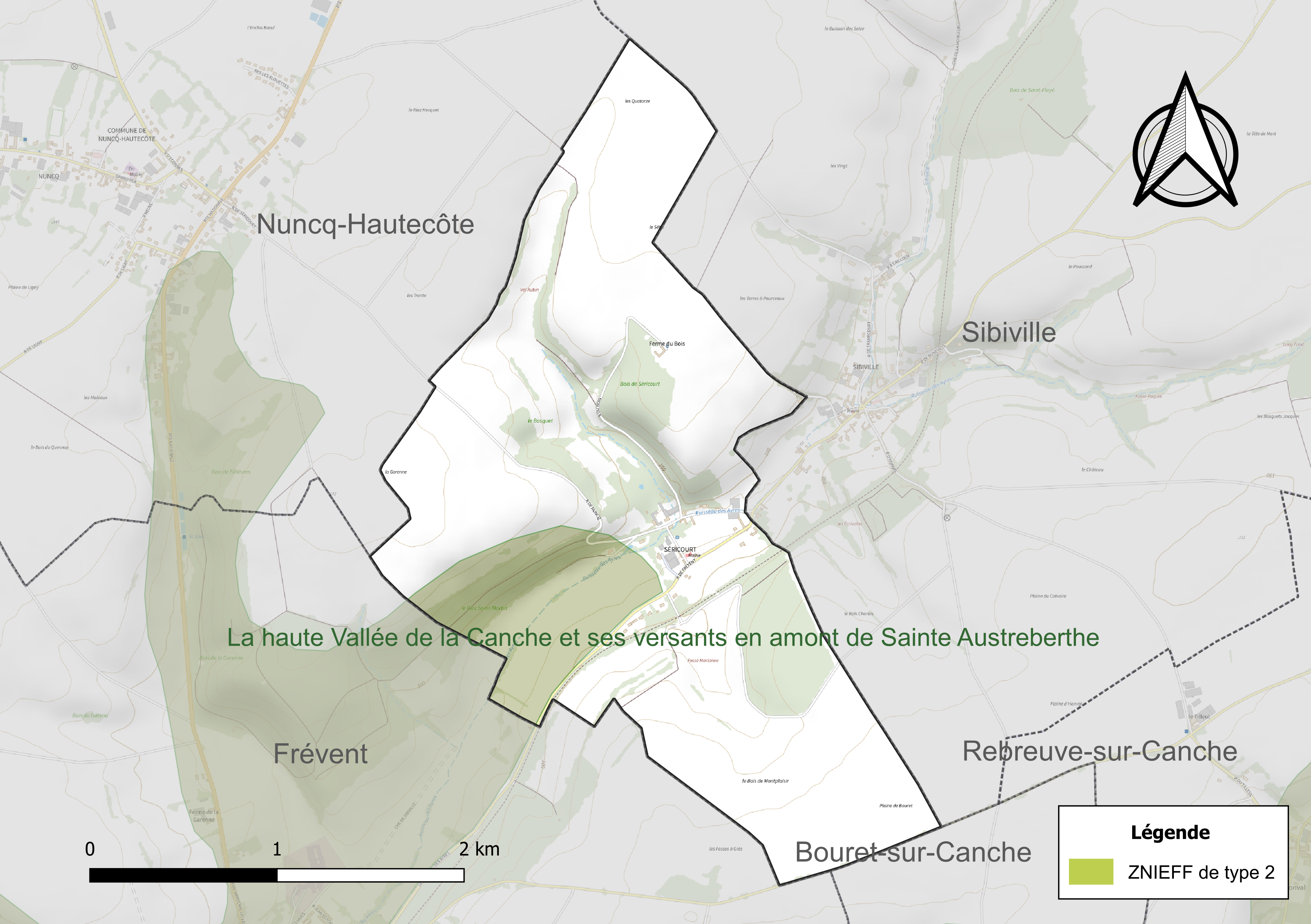
Carte de la ZNIEFF sur la commune.

## Urbanisme

### Typologie
Au 1er janvier 2024, Séricourt est catégorisée commune rurale à habitat très dispersé, selon la nouvelle grille communale de densité à sept niveaux définie par l'Insee en 2022.
Elle est située hors unité urbaine. Par ailleurs la commune fait partie de l'aire d'attraction de Saint-Pol-sur-Ternoise, dont elle est une commune de la couronne,. Cette aire, qui regroupe 72 communes, est catégorisée dans les aires de moins de 50 000 habitants,.

### Occupation des sols
L'occupation des sols de la commune, telle qu'elle ressort de la base de données européenne d’occupation biophysique des sols Corine Land Cover (CLC), est marquée par l'importance des territoires agricoles (85,9 % en 2018), une proportion identique à celle de 1990 (85,9 %). La répartition détaillée en 2018 est la suivante : 
terres arables (77,6 %), forêts (14,1 %), zones agricoles hétérogènes (4,3 %), prairies (4 %). L'évolution de l’occupation des sols de la commune et de ses infrastructures peut être observée sur les différentes représentations cartographiques du territoire : la carte de Cassini (XVIIIe siècle), la carte d'état-major (1820-1866) et les cartes ou photos aériennes de l'IGN pour la période actuelle (1950 à aujourd'hui).

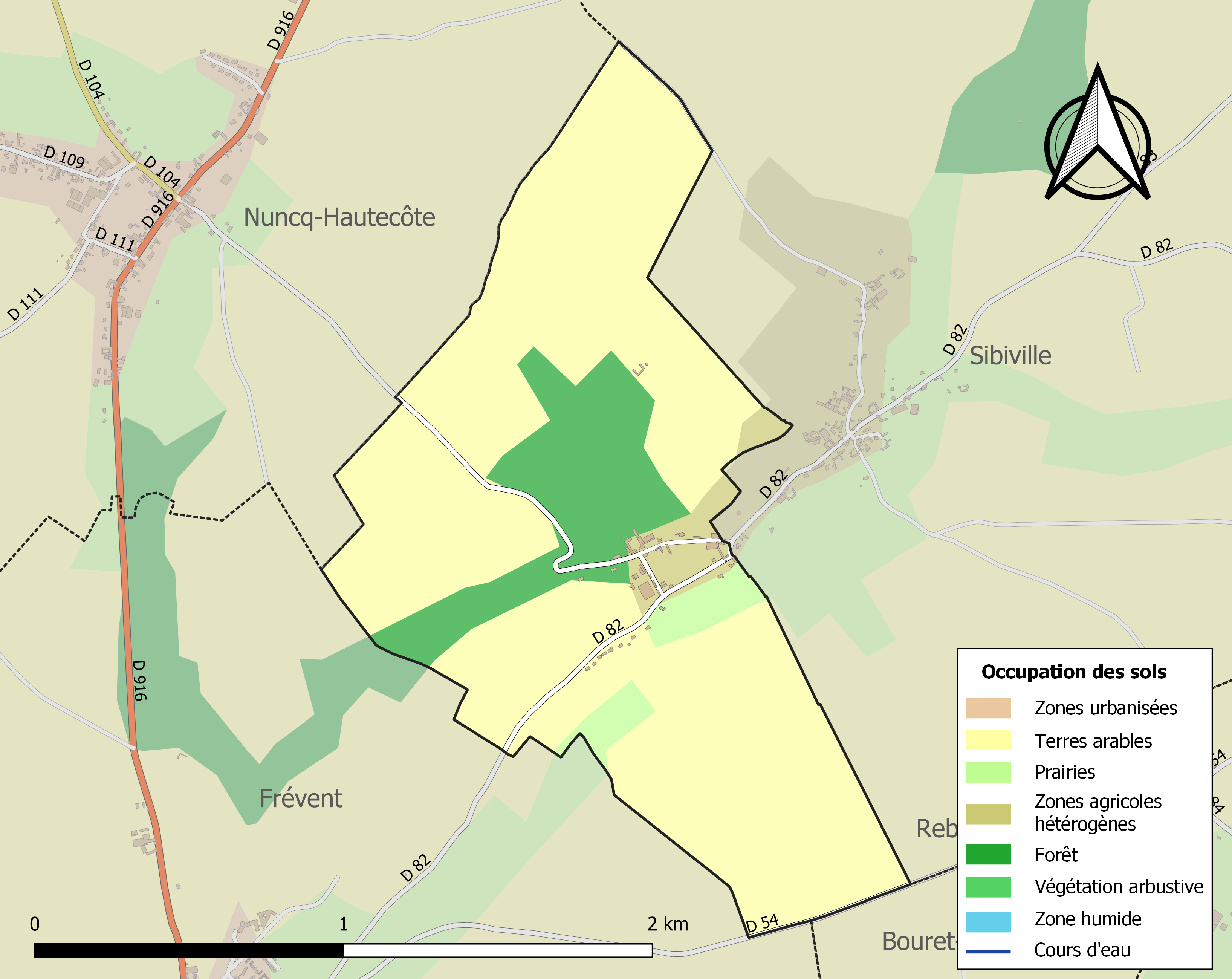
Carte des infrastructures et de l'occupation des sols de la commune en 2018 (CLC).

## Toponymie
Le nom de la localité est attesté sous les formes Syricort (1176) ; Siricurt, Syricurt (1183) ; Serichort (1199) ; Silicurt (1206) ; Siricort (1221) ; Sericurt (1224) ; Sericort (1284) ; Sericourt (1311) ; Céricourt (1421).

## Histoire
Pendant la Première Guerre mondiale, par exemple au début août 1915, la commune, de même que celles de Houvin-Houvigneul, Sibiville, a servi de lieu de cantonnement à des troupes engagées sur le front de l'Artois (le front passait dans la région de Lens-Vimy-Arras).
Le 24 août 1915, un soldat du 74e régiment d'infanterie, Marie Gustave Adrien, condamné à mort par le tribunal de guerre de la 5e division d'infanterie, pour abandon de poste devant l'ennemi, a été fusillé à Houvin-Houvigneul au matin, en présence de l'ensemble du régiment, en un point situé à 500 m sud de Séricourt, au sud de la voie ferrée. Le corps a été immédiatement inhumé à Séricourt.

## Politique et administration

### Découpage territorial
La commune se trouve dans l'arrondissement d'Arras du département du Pas-de-Calais.

#### Commune et intercommunalités
La commune faisait partie de la communauté de communes du Saint-Polois créée fin 1995.
Dans le cadre de la réforme des collectivités territoriales françaises, par la loi de réforme des collectivités territoriales du 16 décembre 2010 (dite loi RCT)  destinée à permettre notamment l'intégration de la totalité des communes dans un EPCI à fiscalité propre, la suppression des enclaves et discontinuités territoriales et les modalités de rationalisation des périmètres des établissements publics de coopération intercommunale et des syndicats mixtes existants, cette intercommunalité fusionne avec sa voisine, la communauté de communes du pays d'Heuchin, formant le 1er janvier 2013 la communauté de communes des Vertes Collines du Saint-Polois.
Un nouveau mouvement de regroupement intercommunal intervient dans le cadre des dispositions de la loi portant nouvelle organisation territoriale de la République (Loi NOTRe) du 7 août 2015, qui prévoit que les établissements publics de coopération intercommunale (EPCI) à fiscalité propre doivent avoir un minimum de 15 000 habitants. À l'initiative des intercommunalités concernées, la Commission départementale de coopération intercommunale (CDCI) adopte le 26 février 2016 le principe de la fusion de : 

- la communauté de communes de l'Auxillois, regroupant 16 communes dont une de la Somme et 5 217 habitants ;

- la communauté de communes de la région de Frévent, regroupant 12 communes et 6 567 habitants ;

- de la communauté de communes des Vertes Collines du Saint-Polois, regroupant 58 communes et 19 585 habitants

- de la communauté de communes du Pernois, regroupant 18 communes et 7 114 habitants. Le schéma départemental de coopération intercommunale (SDCI), intégrant notamment cette évolution, est approuvé par un arrêté préfectoral du 30 mars 2016,.
La communauté de communes du Ternois, qui résulte de cette fusion et dont la commune fait désormais partie, est créée par un arrêté préfectoral qui a pris effet le 1er janvier 2017.

#### Circonscriptions administratives
La commune fait partie depuis 1801 du canton de Saint-Pol-sur-Ternoise. Dans le cadre du redécoupage cantonal de 2014 en France, la composition de ce canton est modifiée et regroupe désormais 88 communes, dont Séricourt.

#### Circonscriptions électorales
Pour l'élection des députés, la commune fait partie de la première circonscription du Pas-de-Calais.

### Élections municipales et communautaires

#### Liste des maires
| Période                                  | Période                    | Identité           | Étiquette | Qualité                               |
| ---------------------------------------- | -------------------------- | ------------------ | --------- | ------------------------------------- |
| Les données manquantes sont à compléter. |                            |                    |           |                                       |
| 1995                                     | 2001                       | Bertrand Castelain |           |                                       |
| mars 2001                                | 2014                       | Francis Gouillart  |           | Agriculteur                           |
| 2014                                     | 2020                       | Bertrand Castelain |           | Directeur de l’association Mobil I.T. |
| 25 mai 2020                              | En cours (au 7 avril 2022) | Sylvain Ducroquet  |           | Artisan,                              |

## Équipements et services publics
→ Conseils pour la rédaction de cette section.

### Espaces publics

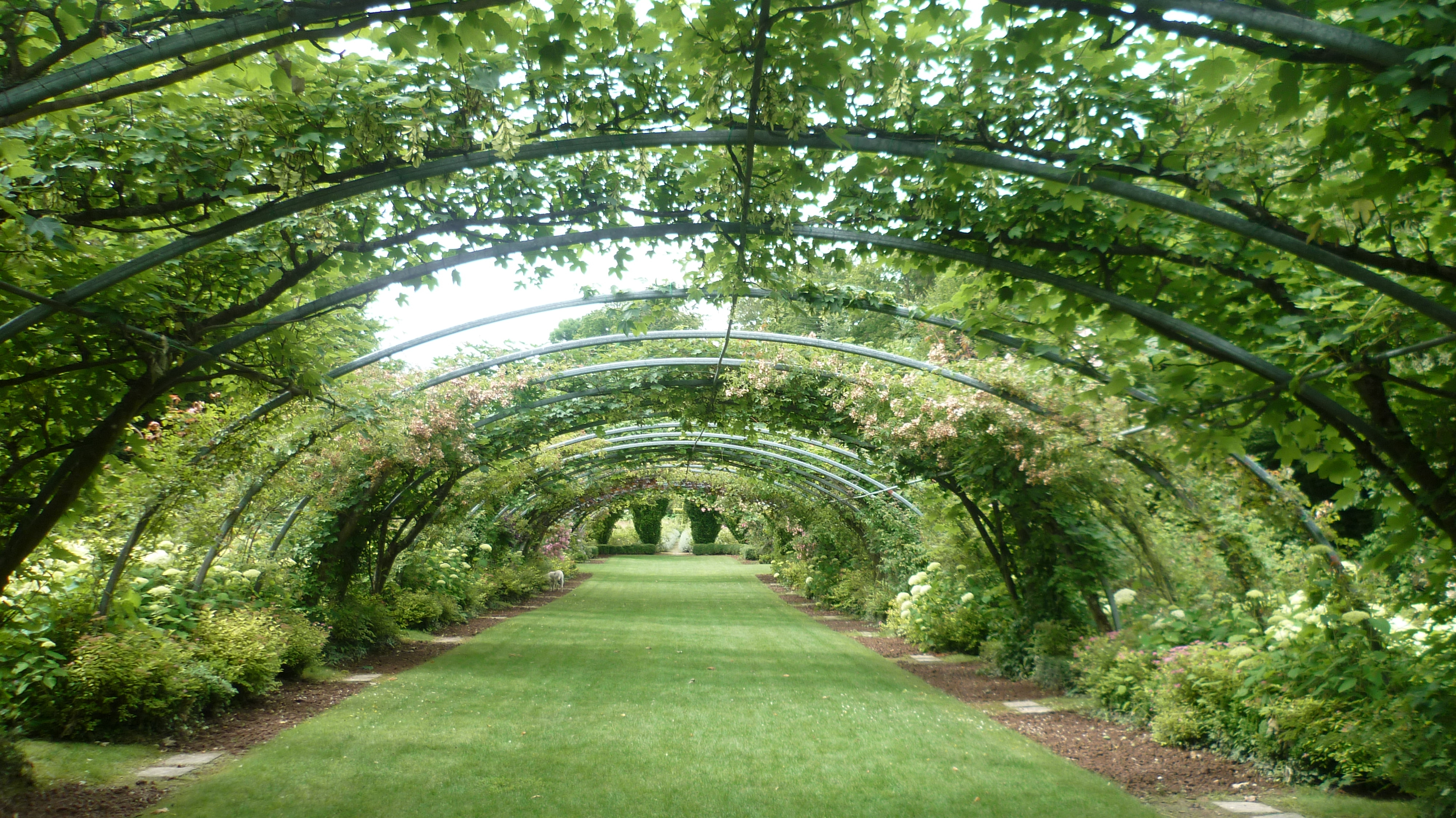
La Cathédrale de roses des jardins de Séricourt, en 2014.

Les jardins de Séricourt, propriété privée, d'une superficie de plus de 4 ha, situés au 2, rue du Bois et créés en 1985 (et ouverts au public en 2000) par le pépiniériste Yves Gosse de Gorre, diplômé de l'École supérieure du jardin et du paysage d'Anderlecht, en Belgique. Ils sont classés jardin remarquable et accueillent annuellement 5 000 à 6 000 visiteurs par an.
Les jardins de Séricourt ont été labellisés jardin remarquable par le ministère de la Culture en 2004.
La commune fait partie des villages labellisés Village Patrimoine, qui œuvrent à mettre en avant leurs patrimoines matériels et/ou immatériels (historique, culturel, naturel, architectural, etc.).

## Population et société

### Démographie

#### Évolution démographique
L'évolution du nombre d'habitants est connue à travers les recensements de la population effectués dans la commune depuis 1793. Pour les communes de moins de 10 000 habitants, une enquête de recensement portant sur toute la population est réalisée tous les cinq ans, les populations de référence des années intermédiaires étant quant à elles estimées par interpolation ou extrapolation. Pour la commune, le premier recensement exhaustif entrant dans le cadre du nouveau dispositif a été réalisé en 2004.

En 2022, la commune comptait 46 habitants, en évolution de −16,36 % par rapport à 2016 (Pas-de-Calais : −0,72 %, France hors Mayotte : +2,11 %).
| 1793 | 1800 | 1806 | 1821 | 1831 | 1836 | 1841 | 1846 | 1851 |
| ---- | ---- | ---- | ---- | ---- | ---- | ---- | ---- | ---- |
| 60   | 47   | 51   | 56   | 60   | 58   | 71   | 64   | 48   |

| 1856 | 1861 | 1866 | 1872 | 1876 | 1881 | 1886 | 1891 | 1896 |
| ---- | ---- | ---- | ---- | ---- | ---- | ---- | ---- | ---- |
| 55   | 72   | 62   | 55   | 63   | 74   | 67   | 69   | 75   |

| 1901 | 1906 | 1911 | 1921 | 1926 | 1931 | 1936 | 1946 | 1954 |
| ---- | ---- | ---- | ---- | ---- | ---- | ---- | ---- | ---- |
| 71   | 76   | 75   | 68   | 58   | 68   | 53   | 61   | 47   |

| 1962 | 1968 | 1975 | 1982 | 1990 | 1999 | 2004 | 2006 | 2009 |
| ---- | ---- | ---- | ---- | ---- | ---- | ---- | ---- | ---- |
| 41   | 39   | 48   | 47   | 53   | 60   | 50   | 51   | 54   |

| 2014 | 2019 | 2022 | - | - | - | - | - | - |
| ---- | ---- | ---- | - | - | - | - | - | - |
| 55   | 51   | 46   | - | - | - | - | - | - |

Selon son maire, la commune est en 2016 la treizième plus petite commune du Pas-de-Calais.

#### Pyramide des âges
En 2018, le taux de personnes d'un âge inférieur à 30 ans s'élève à 33,4 %, soit en dessous de la moyenne départementale (36,7 %). À l'inverse, le taux de personnes d'âge supérieur à 60 ans est de 31,4 % la même année, alors qu'il est de 24,9 % au niveau départemental.
En 2018, la commune comptait 27 hommes pour 25 femmes, soit un taux de 51,92 % d'hommes, largement supérieur au taux départemental (48,50 %).
Les pyramides des âges de la commune et du département s'établissent comme suit.
| Hommes | Classe d’âge | Femmes |
| ------ | ------------ | ------ |
| 0,0    | 90 ou +      | 4,0    |
| 3,8    | 75-89 ans    | 4,0    |
| 26,9   | 60-74 ans    | 24,0   |
| 19,2   | 45-59 ans    | 24,0   |
| 19,2   | 30-44 ans    | 8,0    |
| 7,7    | 15-29 ans    | 16,0   |
| 23,1   | 0-14 ans     | 20,0   |

| Hommes | Classe d’âge | Femmes |
| ------ | ------------ | ------ |
| 0,5    | 90 ou +      | 1,6    |
| 5,6    | 75-89 ans    | 8,9    |
| 16,7   | 60-74 ans    | 18,1   |
| 20,2   | 45-59 ans    | 19,2   |
| 18,9   | 30-44 ans    | 18,1   |
| 18,2   | 15-29 ans    | 16,2   |
| 19,9   | 0-14 ans     | 17,9   |

### Équipements communaux
En 2016, la mairie occupe la salle de l'ancienne école communale, qui ne répond pas aux normes d’accessibilité aux personnes à mobilité réduite, et n'est pas adaptée aux besoins. Le conseil municipal a donc décidé la construction  en 2017 d'une salle de convivialité de 100 m2 environ, exemplaire en matière énergétique, pouvant être utilisée en tant que salle de réunion associative et comme mairie,.

## Économie
→ Conseils pour la rédaction de cette section.

## Culture locale et patrimoine

### Lieux et monuments

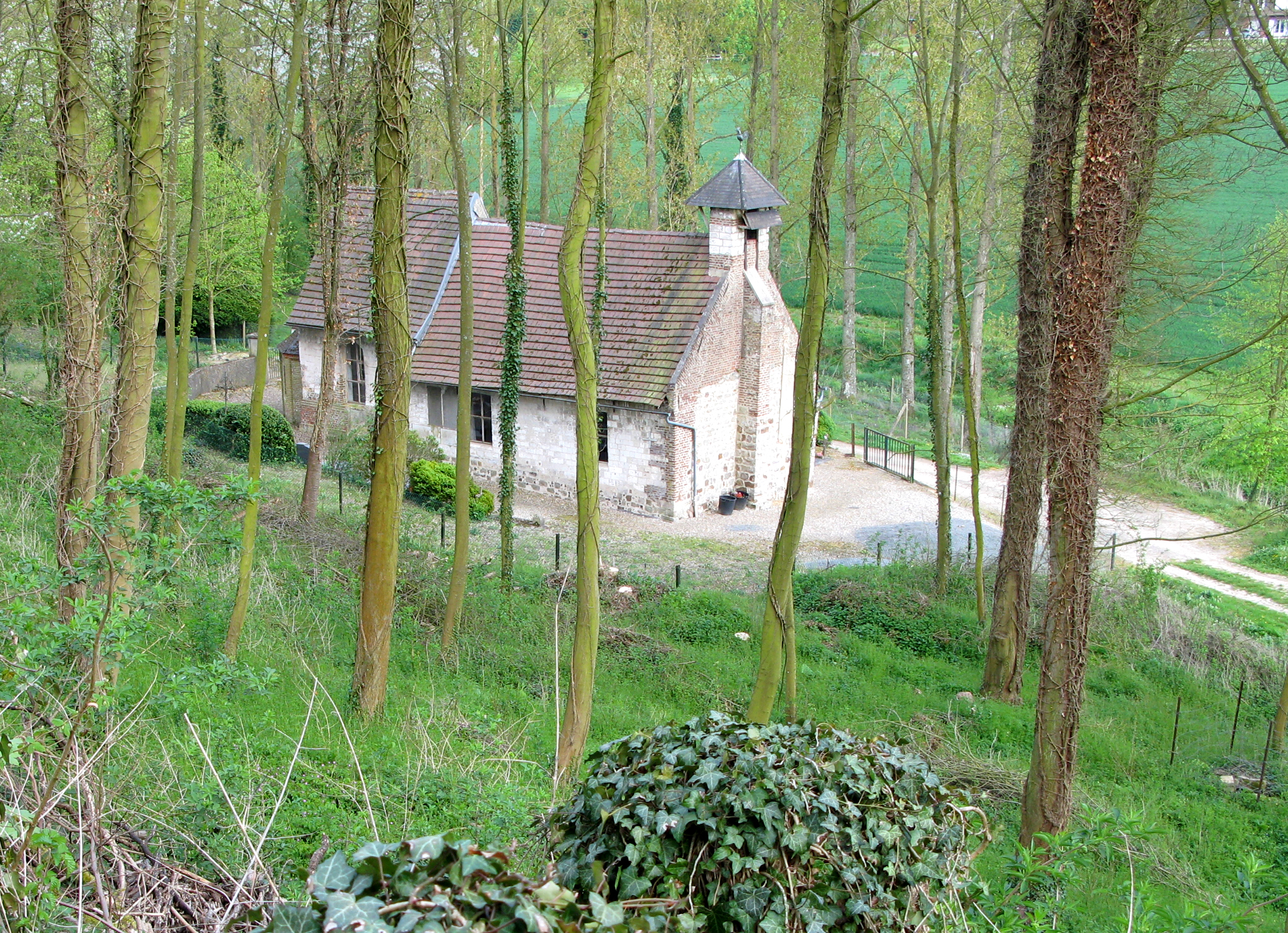
La petite chapelle entourée de quelques tombes.

- Chapelle Saint-Martin, du XVe siècle : L'édifice, en mauvais état, est fermé depuis la fin des années 2000, il est à l'écart de la zone habitée, dans un cadre boisé et sur un versant. Sa réhabilitation, évaluée en 2016 à 350 000 €, semble hors de proportion avec les moyens de la commune[43].

### Héraldique
|  | Les armes de la commune se blasonnent ainsi : d’argent au chevron d’azur chargé de cinq coquilles d’or. |

## Pour approfondir